# Adam Brysz
Adam Brysz (ur. 30 kwietnia 1987 w Świętochłowicach) – polski judoka i zawodnik mieszanych sztuk walki (MMA). Obecnie związany z największą polską organizacją KSW. 

## Kariera judoki
Brysz jest zawodnikiem i wychowankiem klubu GKS "Czarni" Bytom. 
W 2009 roku w Celje w Słowenii wywalczył srebrny medal na Pucharze Europy Seniorów. Rok później zdobył brązowy medal, jako pierwszy świętochłowiczanin, na Mistrzostwach Polski w Judo Seniorów w Koszalinie. Jeszcze w listopadzie tego samego roku zwyciężył w Super Pucharze Polski Seniorów i Seniorek.

## Kariera MMA

### Wczesna kariera
Zadebiutował w mieszanych sztukach walki 14 lutego 2014 roku podczas gali Iron Cage Warriors MMA 1: Krwawe Walentynki. Pierwszą zawodową walkę zwyciężył już po 39 sekundach rundy pierwszej z Michałem Zającem, którego technicznie znokautował uderzeniami w parterze. Brysz reprezentował wtedy barwy bytomskiego klubu Koral Fight Team.
Oczekiwano, że Brysz w drugim pojedynku MMA 21 marca 2015 zawalczy z reprezentantem Białorusi, Aleksandrem Chłybowem. Ostatecznie do starcia zawodników nie doszło z nieznanych przyczyn. 
W drugiej walce po blisko 10 latach przerwy, którą stoczył 2 września 2023 podczas gali FEN 50 pokonał przez jednogłośną decyzję sędziowską Ukraińca, Ołeksandra Moisę.

### KSW
W styczniu 2024 roku poinformowano, że Brysz zawalczy w Konfrontacji Sztuk Walki oraz podano szczegóły jego debiutu w tej organizacji. 24 lutego na specjalnej gali XTB KSW Epic zawalczył z byłym mistrzem federacji Babilon MMA w wadze piórkowej, Piotrem Kacprzakiem. Zawodnicy zmierzyli się w formule MMA, ale wystąpili w strojach charakterystycznych dla swojej bazowej dyscypliny. Przegrał przez techniczny nokaut po uderzeniach w stójce od bardziej doświadczonego rywala. 
20 lipca 2024 na gali XTB KSW 96: Pawlak vs. Janikowski 2 w Łodzi stoczył walkę z Francuzem, Hugo Deux'em. Brysz zgłosił gotowość do walki tego samego dnia na kilka godzin przed galą. Francusko-polskie starcie zakontraktowano w wadze półśredniej (do 77 kg). W drugiej rundzie Brysz znokautował faworyzowanego rywala obrotowym łokciem. Po walce został nagrodzony przez organizację pierwszym dodatkowym bonusem za najlepszy nokaut wieczoru.  
Trzecią walkę dla najlepszej polskiej federacji MMA stoczył 16 listopada 2024 na jubileuszowej gali XTB KSW 100 w PreZero Arenie Gliwice. Jego przeciwnikiem został Mołdawianin, Nicolae Bivol. Brysz został szybko znokautowany przez rywala już w pierwszej rundzie. Starcie trwało tylko 25 sekund.   

## Osiągnięcia w judo

### 2009
- 14-15.03 – III miejsce w I Pucharze Polski Seniorów w Judo Warszawa (kat. wag. 73 kg)
- 9-10.05 – III miejsce w Mistrzostwach Polski u23 w Judo Wrocław (kat. wag. 73 kg)
- 16-17.05 – II miejsce w II Pucharze Polski Seniorów w Judo Opole (kat. wag. 73 kg)
- 07.06. – III miejsce w Międzynarodowym Turnieju Judo Mistrzów (kat. wag. 73 kg)
- 20-21.06 – II miejsce w Pucharze Europy Seniorów w Judo Slovenia Celje (kat. wag. 73 kg)
- 10-11.10 – udział w Pucharze Świata w Judo Azerbejdżan Baku (kat. wag. 73 kg)
- 17-18.10 – III miejsce w Super Pucharze Polski Seniorów w Judo Wrocław: III Miejsce (kat. wag. 73 kg)
- 31.10-01.11 – IX miejsce w Pucharze Europy Seniorów w Judo Szwecja Boras Miejsce (kat. wag. 73 kg)
- Klubowy Mistrz Polski z Drużyną GKS „Czarni” Bytom 2009

### 2010
- 13-14.03  – III miejsce w I Pucharze Polski Seniorów w Judo Warszawa (kat. wag. 73 kg)
- 20.03 –  III miejsce w Eliminacjach do Mistrzostw Polski Szkół Wyższych w Judo Opole (kat. wag. 73 kg)
- 10.04  – III miejsce w Międzynarodowym Pucharze Czech Seniorów w Judo Ostrava (kat. wag. 73 kg)
- 15-16.05 – III miejsce w Pucharze Polski w Judo Seniorów Opole (kat. wag. 73 kg)
- 04-05.06 – IX miejsce w Pucharze Świata w Judo Hiszpania Madryt (kat. wag. 73 kg)
- 11-12.06 – udział w Pucharze Świata w Judo Portugalia Lizbona (kat. wag. 73 kg)
- 24-26.09 –  III miejsce w Mistrzostwach Polski Seniorów i Seniorek w Judo Koszalin (kat. wag. 73 kg)
- 06.11 – I miejsce w Super Puchar Polski Seniorów i Seniorek w Judo Opole (kat. wag. 73 kg)
- 07.11 – I miejsce w Drużynowych Mistrzostwach Polski Seniorów i Seniorek w Judo Opole
- 17.11 – I miejsce w Akademickich Mistrzostwach Śląska w Judo Gliwice (kat. wag. 73 kg)

## Lista zawodowych walk w MMA
| Wynik     | Bilans | Przeciwnik (bilans przed walką) | Rozstrzygnięcie                     | Runda | Czas | Rozgrywki                                   | Data       | Miejsce          | Uwagi                                                               |
| --------- | ------ | ------------------------------- | ----------------------------------- | ----- | ---- | ------------------------------------------- | ---------- | ---------------- | ------------------------------------------------------------------- |
| Przegrana | 3-2    | Nicolae Bivol (4-1)             | TKO (lewy prosty i ciosy pięściami) | 1     | 0:25 | XTB KSW 100: Khalidov vs. Bartosiński       | 16.11.2024 | Gliwice          | Powrót do wagi lekkiej.                                             |
| Wygrana   | 3-1    | Hugo Deux (3-0)                 | KO (obrotowy łokieć)                | 2     | 4:11 | XTB KSW 96: Pawlak vs. Janikowski 2         | 20.07.2024 | Łódź             | Walka w wadze półśredniej. Bonus za nokaut wieczoru                 |
| Przegrana | 2-1    | Piotr Kacprzak (9-4)            | TKO (ciosy pięściami)               | 1     | 1:18 | XTB KSW Epic: Khalidov vs. Adamek           | 24.02.2024 | Gliwice          | Walka w charakterystycznych strojach dla swojej bazowej dyscypliny. |
| Wygrana   | 2-0    | Ołeksandr Moisa (0-0)           | Decyzja (jednogłośna)               | 3     | 5:00 | FEN 50: Tauron Fight Night                  | 02.09.2023 | Gliwice          |                                                                     |
| Wygrana   | 1-0    | Michał Zając (0-0)              | TKO (ciosy pięściami w parterze)    | 1     | 0:39 | Iron Cage Warriors MMA 1: Krwawe Walentynki | 14.02.2014 | Jastrzębie-Zdrój | Debiut w wadze lekkiej.                                             |

## Życie prywatne
Ma żonę Agnieszkę Brysz-Niedźwiedź, która jest profesjonalną zawodniczką MMA. Jest także bratem Anny Brysz i Jacka Brysza, którzy są judokami.